# Ferdinando Provesi
Ferdinando Angelo Maria Provesi (Parma, 20 aprile 1770 – Busseto, 26 luglio 1833) è stato un compositore e organista italiano, insegnante di musica di Giuseppe Verdi.

## Biografia

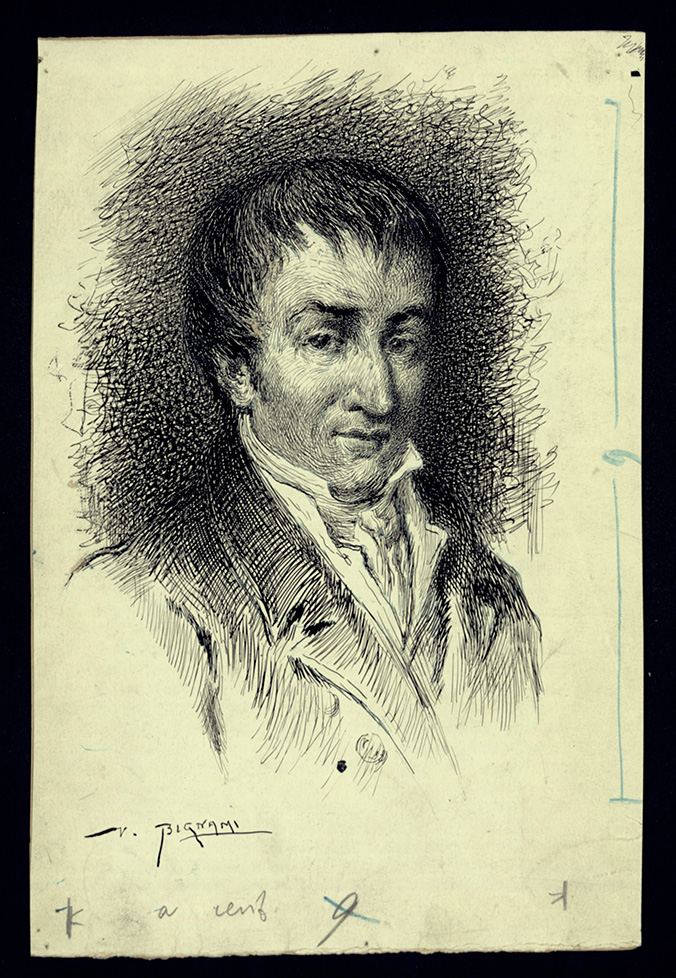
Ferdinando Provesi ritratto da Vespasiano Bignami

Fu organista a Scandolara Ravara, Soresina, Cremona e Sissa. A Sissa venne arrestato per avere rubato il cesto delle offerte dalla chiesa. Dopo un periodo di detenzione e una condanna all'esilio, venne graziato e ricominciò l'attività di organista ad Asola. In seguito si stabilì a Busseto, dove fu maestro di cappella, insegnante di musica e direttore dell'Orchestra Filarmonica che aveva sede nella casa di Antonio Barezzi.
Fu autore di alcune opere liriche, tutte rappresentate a Busseto, di cui scrisse personalmente i libretti. Compose inoltre molta musica sacra (comprendente un Ave Maris stella, un Requiem che fu eseguito ai suoi funerali, messe, inni, salmi e mottetti), musica da camera e sinfonica (tra cui la sinfonia in do maggiore per l'opera La clemenza di Cesare, pubblicata nel 1941 come La clemenza di Tito).
Tra le sue composizioni, le più interessanti sono quelle sacre e strumentali, in cui Provesi mette in mostra «vigore ritmico e melodico», mentre le opere sono poco significative.
Provesi è ricordato in particolare per essere stato «il più importante» tra i primi insegnanti di musica di Giuseppe Verdi. Ebbe tra i suoi allievi anche Margherita Barezzi, la futura prima moglie di Verdi.

## Opere
- La clemenza di Cesare, dramma serio
- Una difficile persuasione, farsa in due atti
- Eurisio e Camilla, ossia La costanza alla prova, melodramma semiserio in due atti
- Pigmalione, melodramma
- Le nozze campestri, farsa
- L'ebreo di Livonia, farsa